# Adrien Joseph Potier
 (mai 2020).
Pour les articles homonymes, voir Potier.
Adrien Joseph Potier (* avant 1742, † Pignerol 1774) est un facteur d'orgue français de Lille. Il a travaillé dans le sud-ouest de l'Allemagne, en Suisse et en Italie.
Le nom de Potier est également orthographié Pottier, Potié ou Bodié.

## Biographie
Adrien Joseph Potier est un facteur d'orgue itinérant originaire de Lille en Flandre. De 1742 à 1763, il habite à Burkheim am Kaiserstuhl (de) dans l'ouest de l'Autriche antérieure où jusqu'en 1750, seuls des facteurs d'orgues itinérants sont actifs. Potier est aussi facteur de clavecins et rachète et répare toutes sortes d'instruments à clavier usagés,. Son élève, Blasius Bernauer de Staufen im Breisgau, devient aux côtés de Johann Baptist Hug, le premier facteur autochtone du Rhin Supérieur. En 1763, après un projet de reconstruction d'un orgue dans l'abbaye Saint-Pierre dans la Forêt-Noire, Potier émigre en Suisse romande, où ses œuvres remontent à 1764 avec la construction de l'orgue du temple St-Étienne de Moudon.

## Œuvres

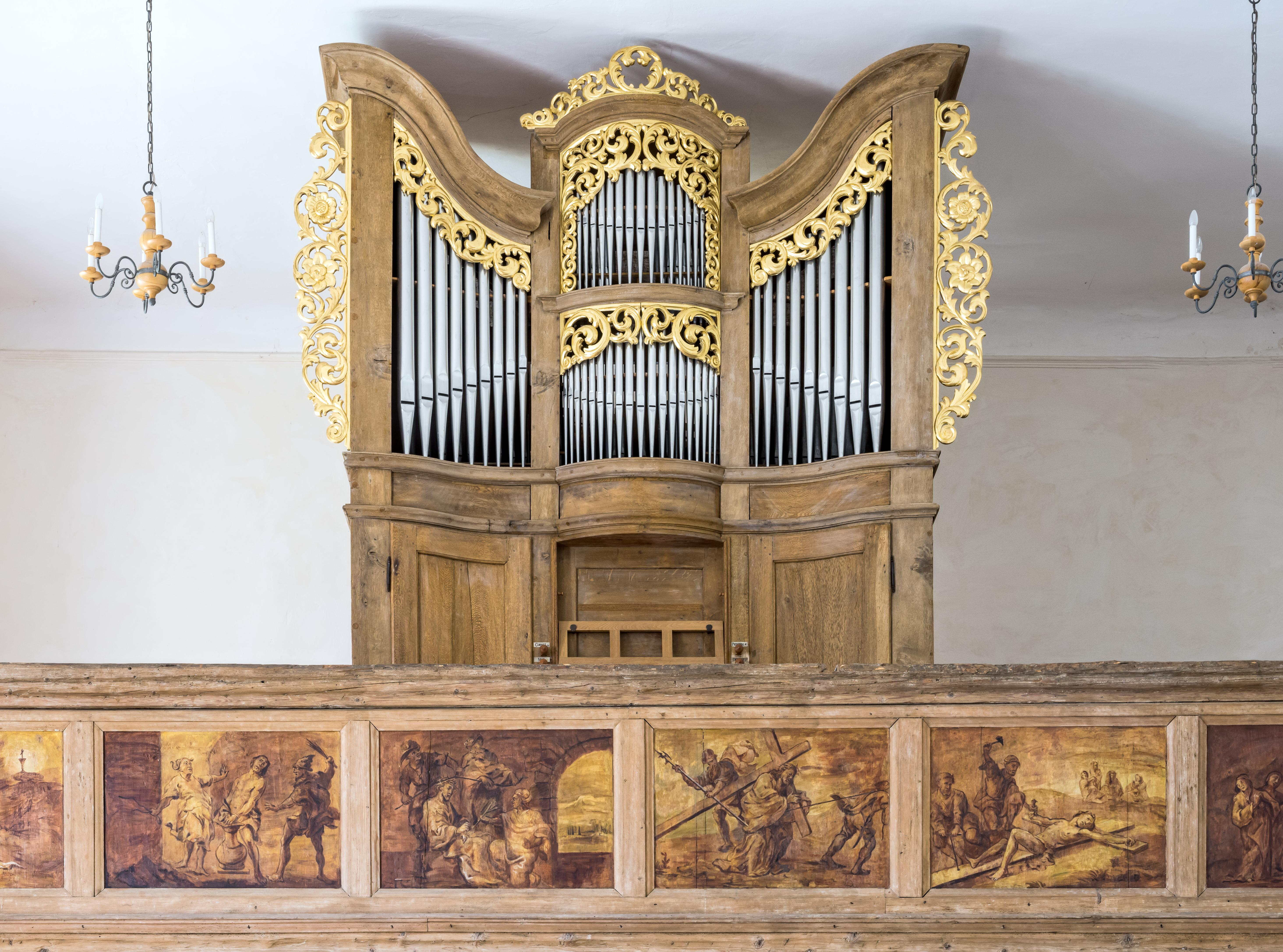
Orgue Potier de l'église catholique Saint-Michel de Niederrotweil.

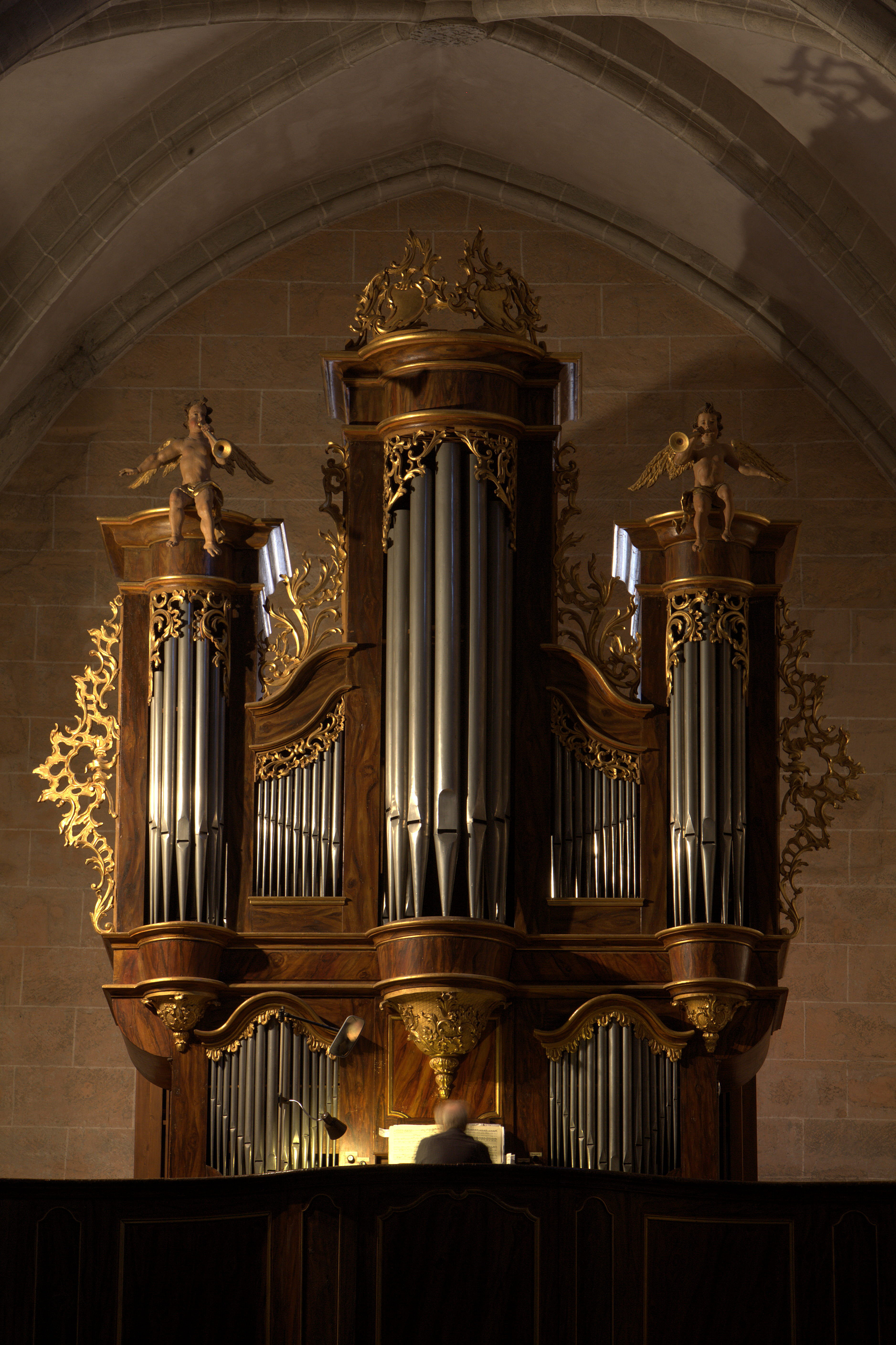
Orgue Potier de l'église réformée St-Étienne de Moudon (1764).

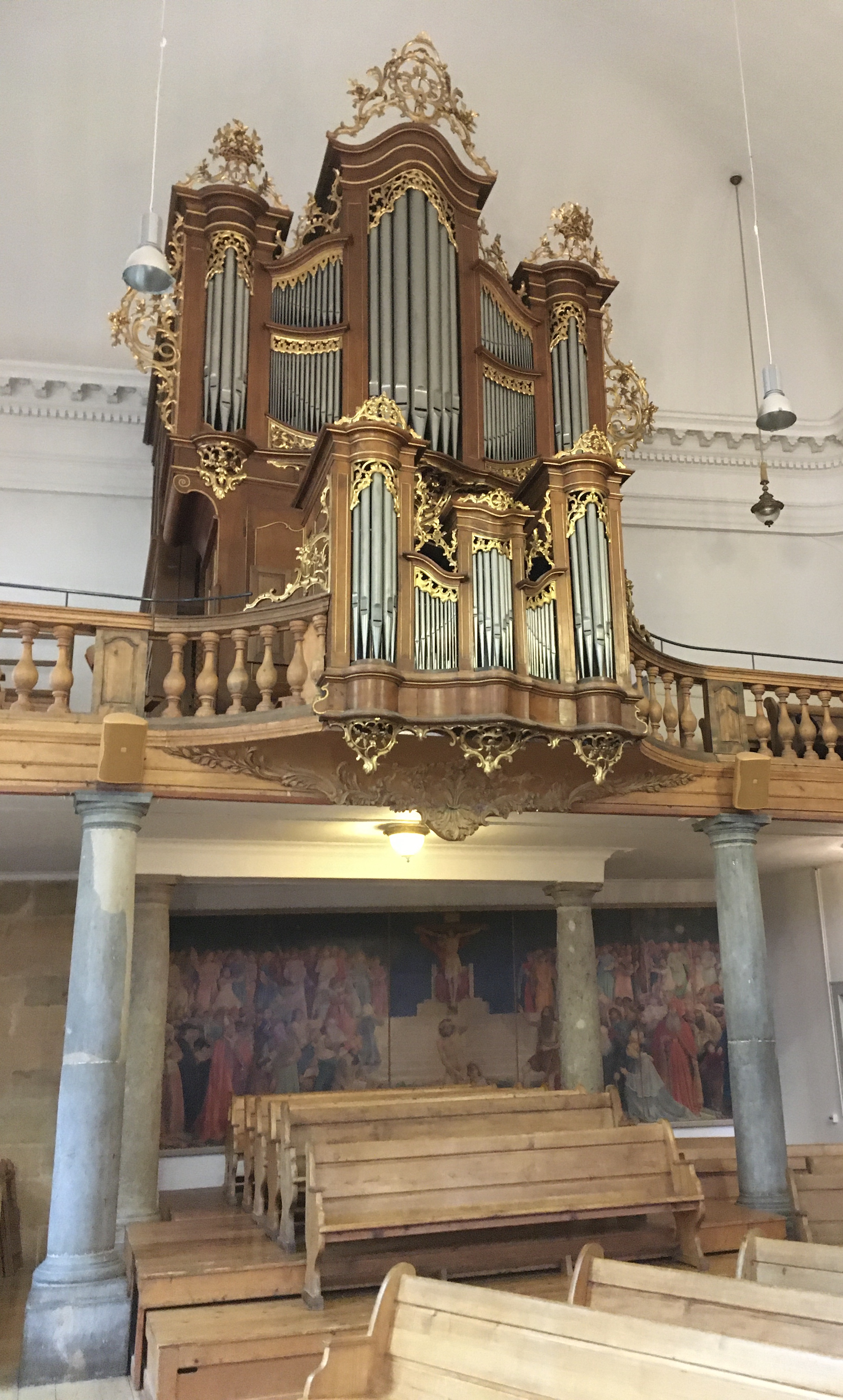
Orgue Potier du temple réformé d'Yverdon-les-Bains (1767).

Parmi les travaux documentés, les vestiges suivants sont connus : Niederrotweil, Muenstertal, Moudon, Yverdon, Pignerol en Italie, ainsi qu'en pays bernois.

### Niederrotweil
L'histoire de l'orgue de l'église Saint-Michel de Niederrotweil (de) dans le Kaiserstuhl est confuse. Concernant l'orgue de l'église Saint-Nicolas d'Oberrotweil, Adrien Joseph Potier restaure l'instrument en 1758 pour 250 florins. Cette faible somme suggère que seules quelques réparations sont effectuées sur cet orgue. Le facteur Nikolaus Schuble (de) travaille également sur cet orgue en 1814, pendant 18 jours. L'église Saint-Nicolas doit démolie en 1833 en raison d'un risque d'effondrement. Quant à l'église Saint-Michel de Niederrotweil, elle était abandonnée à cause de l'effondrement de sa toiture. Son orgue fut alors mis hors service et démonté. Voué à redevenir église paroissiale, l'édifice est réparé et son orgue reconstruit. De 1835 à 1838, une nouvelle église Saint-Jean est reconstruite à Oberrotweil, elle est dotée d'un orgue neuf. En 1844, le presbytère y déménage et l'orgue de Saint-Michel, inutilisé, tombe de nouveau à l'abandon. Une vente de l'instrument est alors envisagée, mais elle échoue en raison de l'absence d'acheteurs intéressés. En 1917, les tuyaux de façade de l'orgue représentant 25,2 kg de métal, sont victimes de la réquisition de métaux pour la Première Guerre mondiale. En 1923, la paroisse vend encore d'autres registres pour l'étain au prix du métal. Pendant la Seconde Guerre mondiale, des soldats sont cantonnés dans l'église et finalement, l'orgue est détruit. En 1944, le vicaire général William Burth déclare l'orgue injouable et ce qui reste de l'instrument est démonté et stocké dans l’église. Hermann Brommer le découvre par hasard en 1969 et le fait restaurer en 1983 et 1984 à l'aide de subventions par le facteur Johannes Klais de Bonn. L'expert en facture d'orgue Bernd Sulzmann (de) pense d'abord qu'il s'agit d'une œuvre de Johann Georg Fischer. Hans Musch (de) ne peut établir un lien entre l’instrument et le contrat passé avec Adrien Joseph Potier que pendant les travaux de restauration. Cet orgue est le plus ancien du Brisgau et du Land de Bade. Il possède un clavier de dix registres et un pédalier de trois registres. À l'exception du cornet et de la trompette du clavier, les registres sont pour la plupart d'origine, de même que l'ensemble de la mécanique de l'instrument, récupérés dans la mesure du possible, dans le stock d'origine. En plus d'une alimentation à vent à l'aide d'un moteur électrique, cet orgue peut être également alimenté manuellement à l'aide de trois soufflets.

### Münstertal
Dans l'abbaye Saint-Trudpert à Münstertal, dans la Forêt-Noire, le facteur d'orgues Joseph Schütt (Joseph Schiedt) de Laufenburg construit en 1722 un nouvel orgue de 22 jeux. En 1760, Potier procède à des travaux et crée un buffet neuf préservé jusqu'à aujourd'hui. Ce buffet de Potier accueille aujourd'hui un instrument de 38 jeux construit par la manufacture d'orgues Klais de Bonn.

### Moudon
L'orgue Adrien Joseph Potier de l'église Saint-Étienne à Moudon, dans le canton de Vaud en Suisse, est à l'origine un instrument d'un seul clavier et pédalier qui compte 14 registres. Potier intervient de nouveau, en ajoutant un registre supplémentaire, afin de répondre aux demandes des Moudonnois, qui trouvet que l'instrument ne sonne pas de manière assez claire. L'instrument connaît ensuite plusieurs interventions : d'abord celle du facteur Aloys Moser en 1826 et ensuite celle du facteur Savoy d'Attalens en 1877. Au cours de ces deux transformations, un deuxième clavier de positif pectoral est ajouté à l'instrument. En 1974, l'orgue est restauré par la manufacture d'orgues Kuhn, qui rétablit l'orgue Potier dans son état d'origine, en complétant la tuyauterie manquante, tout en conservant les apports de 1827 d'Aloys Moser, mais en supprimant ceux de Savoy d'Attalens. Cet orgue, le plus ancien et encore jouable du canton de Vaud, possède 21 registres répartis sur deux claviers et pédalier, dont 14 issus de l’orgue primitif sont d'une grande valeur historique. C’est donc, avec celui de Niederrotweil, l’orgue de Potier le plus complètement préservé.

### Yverdon
L'orgue du temple réformé d'Yverdon-les-Bains, également situé dans le canton de Vaud en Suisse, est le plus grand des instruments connus que Potier ait construits. La convention passée avec le Conseil de la Ville présente un orgue doté de 19 jeux répartis sur deux claviers et un pédalier. Les registres de la Ville d'Yverdon-les-Bains nous apprennent que le Conseil de la Ville reçoit les travaux du facteur d'orgue le 5 octobre 1767. Voici sa composition :             
| Grand-orgue : Montre 8', Bourdon 8', Prestant 4', Flûte douce 4', Quinte majeure 2'2/3, Doublette 2', Larigot 1'1/3, Fourniture 3 rgs 1', Cornet 3 rg (c'). |
| Positif de dos : Bourdon 8', Principal 4', Superoctave 2', Suavial 2', Quinte mineure 1'1/3, Cymbale 2 rgs 1'.                                              |
| Pédale : Bourdon 16', Octavebasse 8', Fourniture 2 rgs 2', Basse de trompette 8.                                                                            |

Comme à Moudon, l'instrument connaît une intervention mutilante du facteur Savoy d'Attalens qui, en 1877, remplace certains jeux baroques de Potier par des jeux romantiques et prive également l'instrument de ses mixtures. En 1927, un agrandissement d'esthétique post-symphonique de grande importance est réalisé par la manufacture G§A.Tschanun de Genève. Le nombre de registres est porté à 45 jeux répartis sur trois claviers et pédalier. L'instrument est doté d'une transmission pneumatique aux claviers et d'une console neuve. La manufacture G§A.Tschanun est guidée dans ses travaux par l'expert fédéral Ernst Schiess et par Louis Vierne, l'organiste de la cathédrale de Paris, qui leur demande d'incorporer la tuyauterie de Potier au nouvel instrument. En 1982, l'orgue connaît un relevage de grande importance par la Manufacture de Grandes Orgues de Genève. Cette intervention a consisté à conserver l'orgue dans son état post-symphonique de 1927, tout en conservant la tuyauterie de Potier. L'orgue est quelque peu néo-classicisé de par l'ajout d'une mixture au positif de dos et l'ajout d'un rang d'un pied à la mixture de Tschanun du grand orgue. La transmission pneumatique de 1927 est remplacée par une transmission électro-pneumatique. En 1997 la Société pour la restauration de l'orgue du temple d'Yverdon est créée pour récolter des fonds privés en vue d'un projet de restauration d'importance sur l'instrument. Une fois ces fonds privés récoltés, c'est la manufacture de Saint-Martin (Val -de-Ruz) qui est choisie en 2004 pour effectuer ces travaux. Cette restauration a consisté comme en 1982 à conserver l'instrument dans son esthétique post-symphonique de 1927, ce qui implique la conservation et la restauration de la tuyauterie de Potier, tout en gardant les éléments les plus intéressants de l'intervention néo-classicisante de 1982, principalement les mixtures du grand orgue et du positif. Une console en fenêtre remplace celle de Tschanun, plus respectueuse du caractère baroque du buffet de l'instrument. La transmission électropneumatique est remplacée par une traction mécanique de type suspendue. L'orgue réparti sur trois claviers et pédalier comporte alors 43 jeux, il est doté d'un combinateur électronique. L'instrument est inauguré en janvier 2007. De la tuyauterie de l'orgue de Potier il reste au grand orgue : la montre de 8 pieds, le bourdon de 8', le prestant de 4 pieds, la doublette de 2 pieds, la quinte 2'2/3. Au positif : le bourdon de 8!pieds, le prestant de 4 pieds et la doublette de 2 pieds ; soit neuf jeux en tout.

### Pignerol
Récemment, l'hypothèse a été avancée qu'un orgue construit entre 1771 et 1773 à Pignerol dans le Piémont, pouvait provenir de Potier,.

### Italie et pays bernois
- Si vous ne connaissez pas le sujet, laissez ce bandeau (vous pouvez alors contacter les auteurs).
- Si vous supprimez le contenu mis en cause (vous pouvez préalablement contacter les auteurs),

argumentez précisément cette suppression dans la page de discussion
(un manque de référence n'est pas un argument ; une recherche réelle de référence doit avoir été effectuée, être formellement documentée).
Après l'achèvement de la construction de l'orgue d'Aarberg en Suisse en 1767, la question de la trace de Potier dans le Piémont et dans le Val d'Aoste se pose dès 1768 et ce pour des travaux supposés à l'église paroissiale de Cavour, distante de douze kilomètres seulement du village Pignerol. Cette influence italienne est déjà présente dans la composition des orgues de Potier à Moudon en 1764 et celle d'Yverdon-les-Bains en 1767. En effet l'orgue de Moudon contient dans sa composition originale un Suavial de 8 pieds. Il s'agit d'un dessus de jeu de principal, qui mélangé à la montre de 8 pieds, provoque un son ondulant, identique à une voce humana, typique de l’esthétique de la facture italienne. Ce son ondulant est obtenu en accordant le Suavial de 8 pieds légèrement plus haut que la montre de 8 pieds. Lorsqu'ils sont joués entre eux, ce léger désaccord produit par réaction acoustique, un effet de battements. Ce mélange est qualifié en facture d'orgue de jeu ondulant. De même, la composition originale de l'orgue de Potier à Yverdon-les-Bains présente un Suavial au positif de dos. Mais contrairement à Moudon où ce Suavial est de 8 pieds, il était à Yverdon de deux pieds, soit quatre fois plus aigu qu'à Moudon. Le Suavial de deux pieds d'Yverdon-les-Bains aujourd'hui disparu, était accordé légèrement plus haut que la doublette de 2 pieds avec lequel il devait être mélangé pour produire le jeu ondulant souhaité. S'il est usuel en facture d'orgue de composer des jeux ondulants à l'aide de jeux de 4 ou 8 pieds, il est assez inédit en facture d'orgue que l'on cherche à produire cette ondulation avec un jeu de 2 pieds au son particulièrement aigu. Ne pouvant recenser d'autres exemples connus en facture d'orgue, il est difficile de se représenter le son que ce mélange aigu devait produire et quelle avait été l'intention de Potier quant à cette particularité de la composition de l'orgue d'Yverdon-les-Bains.
Dans le canton de Berne, les travaux de Potier ont été recensés par l'expert Hans Gugger et répertoriés dans un ouvrage. Il signale que Potier a travaillé à Thoune en 1765, à Hilterfingen en 1766 et à Aarberg en 1767. Il ne reste que peu de choses de ces instruments construits ou retouchés par Potier dans le canton de Berne.

## Réserve de travail
Les travaux de Potier sont étudiés par l'expert en facture d'orgue Bernd Sulzmann (1940-1999) et répertoriés dans un essai. Outre des travaux de réparation, Bernd Sulzmann énumère les  nouvelles réalisations suivantes :
- 1742 : Rötteln, église de Röttler
- avant 1755 : 
  - Tegernau, église évangéliste
  - Lörrach
  - Bahlingen am Kaiserstuhl, Bergkirche (Bahlingen am Kaiserstuhl) (de)
  - Bâle
- 1755 : 
  - Weisweil, église évangélique
  - Rust
- 1757 : Oberschopfheim, St. Leodegar
- 1758-1759 : Oberrotweil, St. Nikolaus
- 1760 : Münstertal, Klosterkirche St. Trudpert
- 1761 : 	
  - Kirchhofen, St. Mariä Himmelfahrt
  - Bad Krozingen, église St. Alban
  - Fribourg-en-Brisgau, St. Martin
- 1762 : 
  - Schliengen, église St. Leodegar
  - St. Ulrich, 	Pfarrkirche St. Ulrich
- 1764 : Moudon, Temple de Saint-Etienne
- 1765 Thoune, Stadtkirche Thun[15]
- 1766 : 
  - Hilterfingen, église réformée
  - Yverdon, temple
- 1767 : Aarberg, église réformée